# Stazione di Tel
La stazione di Tel (in tedesco Bahnhof Töll) è una stazione ferroviaria posta sulla linea Merano-Malles. Serve la frazione di Tel, nel comune di Parcines (BZ).
La gestione degli impianti è affidata a Strutture Trasporto Alto Adige.

## Storia
La fermata venne attivata nel 1906 e dismessa nel 1991 in concomitanza con la chiusura della linea Merano-Malles, decisa dalle Ferrovie dello Stato.
A differenza della maggior parte delle stazioni della tratta, lo scalo di Tel non venne riattivato nel 2005: in attesa che i lavori di ristrutturazione fossero completati, venne istituita una fermata provvisoria a circa 400 m di distanza, denominata Tel Ponte. A seguito della riapertura della stazione di Tel, nel dicembre 2012, la suddetta fermata provvisoria è stata dismessa.

## Strutture e impianti
La stazione dispone di due binari di transito, un fabbricato viaggiatori e un casello ferroviario.